# جاك سانفورد (لاعب كرة قاعدة)
جاك سانفورد (بالإنجليزية: Jack Sanford)‏ هو لاعب كرة قاعدة أمريكي، ولد في 18 مايو 1929 في ويليسلي (ماساتشوستس) في الولايات المتحدة، وتوفي في 7 مارس 2000 في بيكلي في الولايات المتحدة.

## وصلات خارجية
- جاك سانفورد (لاعب كرة قاعدة) على موقعبيزبول رفرنس.كوم (الدوري الرئيسي) (الإنجليزية)